# Jürgen Ehlers (iranologue)
Pour les articles homonymes, voir Ehlers.
Pour le physicien voir Jürgen Ehlers
Jürgen Ehlers (né le 28 mai 1930 à Hambourg) est un iranologue allemand.  Il est connu des cercles érudits pour ses travaux portant sur l'épopée nationale persane, le Livre des Rois.

## Biographie
Jürgen Ehlers poursuit toute sa scolarité à Hambourg. Après son baccalauréat (Abitur en allemand) en 1950, il amorce une carrière de journaliste (1949-1952) en tant que pigiste au journal Hamburger Freie Presse  et au Wirtschafts-Correspondent. De 1950 à 1955, il suit des cours d'anglais, de langues romanes, de philosophie, et de journalisme à l'université de Hambourg. Il prend part à l'association étudiante Amicale de l'université, qui est caractérisée par sa francophilie et son esprit de faveur de la construction européenne.
Il termine ses études en 1956 avec son diplôme d'État. Après un Referendariat, in enseigne de 1958 à 1990 dans deux lycées hambourgeois. De 1950 à 1965, il est également correspondant du journal anglais The Motor Ship, spécialisé dans l'architecture navale, la mécanique navale,  etc.
Après une maladie qui lui permet d'obtenir un congé, il se met à étudier à l'université de Hambourg, l'iranologie, c'est-à-dire la langue persane et la littérature persane, l'avestique et le pahlavi, etc. Grâce à son professeur, le docteur Djalal Khaleghi-Motlagh, qui publie à cette époque des travaux critiques sur le Livre des Rois (Schahnameh), Ehlers s'intéresse lui aussi à cette épopée. Il a notamment pour professeurs Ronald Emmerick et Gerd Gropp. 
Grâce à sa thèse intitulée Die Natur in der Bildersprache des Šāhnāmeh, il reçoit sa promotion de doctorat. Il est l'auteur de divers travaux sur le Livre des Rois et participe à la rédaction de l'Encyclopædia Iranica, publiée en anglais à New York, à l'invitation de Fritz Wolff, notamment en élaborant un glossaire du Livre des Rois. Il rédige aussi pour le musée d'art islamique de Berlin une étude sur Firdoussi et le Livre des Rois,  pour une exposition marquant le millénaire du Livre des Rois (2011).
Jürgen Ehlers habite avec son épouse à Hambourg-Duvenstedt.

## Publications
- xāk und gard. Ein Beitrag zur Untersuchung der Bildersprache im Šāhnāme. Zeitschrift der Deutschen Morgenländischen Gesellschaft (ZDMG), vol. 143/1, pp. 72-105, Stuttgart, 1993.
- Die Natur in der Bildersprache des Šāhnāme; dans la collection: Beiträge zur Iranistik, vol. XVI, Wiesbaden, 1995. Thèse de doctorat.
- Mit goldenem Siegel. Über Briefe, Schreiber und Boten im Šāhnāme; dans la collection: Beiträge zur Iranistik, vol. XIX, Wiesbaden, 2000.

## Traductions commentées
- Ferdowsi (Ferdausi), Rostam. Die Legenden aus dem Šāhnāme. Reclam, Stuttgart, 2002. Édition en livre de poche de Rostam, en 2010.
- Ferdowsi, Die tragische Geschichte vom Prinzen Esfandiyār und seinem Vater Goštāsp. Der Beginn des Zarathustrismus in Persien. Norderstedt, 2004.
- Ferdowsi, Schāhnāme. Die Rostam-Legenden. Reclam, Stuttgart, 2010.